# كهوف دراك
كهوف دراك (التهجئة الكاتالونية الحديثة: Coves del Drac[ˈkɔβəz ðəl ˈdɾak] ؛ (بالإسبانية: Cuevas del Drach)‏ ؛ " كهوف التنين" ) هي أربعة كهوف كبيرة تقع في جزيرة ميورقة، جزر البليار، إسبانيا،  تمتد حتى عمق 25 م وتصل إلى ما يقرب من 4 كم في الطول. تقع في بلدية ماناكور، بالقرب من منطقة بورتو كريستو.

## وصف
تشكلت الكهوف عن طريق دفع المياه عبر المدخل من البحر الأبيض المتوسط، ويعتقد بعض الباحثين أن التكوين قد يعود إلى العصر الميوسيني. توجد بحيرة تحت الأرض في الكهوف تسمى بحيرة مارتل، وهي حوالي 115 م طولًا و 30 م عرضًا وعمقها يتراوح بين أربعة واثني عشر مترا.

## اكتشاف
ذُكرت الكهوف لأول مرة في رسالة بتاريخ 1338.  تسمى الكهوف الأربعة، الكهف الأسود، الكهف الأبيض، كهف لويس سلفادور، وكهف الفرنسيين، وهي متصلة ببعضها البعض.
تم تسميتها على اسم المستكشف والعالم الفرنسي إدوارد ألفريد مارتل، الذي يعتبر الأب المؤسس لعلم الكهوف، والذي دُعي لاستكشاف الكهف عام 1896. بينما كان مستكشف الكهوف الألماني، إم إف ويل، قد رسم خريطة للكهف الأبيض والأسود في عام 1880، وجد مارتل كهفين آخرين، بالإضافة إلى البحيرة الموجودة تحت الأرض.

## السياحة
الكهوف مفتوحة للجمهور وهي واحدة من مناطق الجذب الرئيسية في ميورقة. تنتهي الزيارة بحفل موسيقي كلاسيكي يؤديه أربعة موسيقيين على متن قارب.[بحاجة لمصدر]